# Re/member - Karada sagashi
Re/member - Karada sagashi (カラダ探し?, Karada sagashi, lett. "La ricerca del corpo") è un manga shōnen scritto da Welzard e disegnato da Katsutoshi Murase, serializzato su Shōnen Jump+ di Shūeisha con cadenza settimanale, dal 26 settembre 2014 all'8 dicembre 2017. Re/member - Karada sagashi: Unravel (カラダ探し 解?, Karada sagashi: Kai, lett. "La ricerca del corpo - Districamento"), seguito e spin-off dell'opera, è stato pubblicato sulla medesima rivista dal 29 dicembre 2017 al 25 gennaio 2019.
In Italia entrambe le opere sono state concesse in licenza a Edizioni BD, che ha pubblicato l'intera serie dal 28 aprile 2016 al 23 ottobre 2019, con cadenza bimestrale.

## Trama
(Miko Onoyama, Filastrocca della bambina in rosso)
Le vicende narrate nell'opera si dividono in tre parti distinte, alle quali si somma uno spin-off / seguito:
- la prima parte, che comprende gli eventi narrati dal volume 1 al volume 7
- la seconda parte, che comprende gli eventi narrati dal volume 8 al volume 11
- l'ultima parte, che comprende gli eventi narrati dal volume 12 al volume 17
- Unravel, che precisa gli eventi narrati nei volumi 16 e 17, oltre che la conclusione dei fatti

### Prima parte
Il 9 novembre, sei studenti del liceo giapponese Ouma ricevono dalla compagna di classe Haruka Mikami la singolare richiesta di "cercare il suo corpo"; la sera stessa, a ognuno di essi viene inviato un messaggio di posta elettronica contenente nove regole:
1. La bambina in rosso appare a scuola dopo le lezioni
2. La bambina in rosso appare di fronte a uno studente quando rimane da solo
3. Chi vede la bambina in rosso, non deve assolutamente voltarsi finché non esce dal cancello della scuola
4. Chi lo fa, viene diviso in otto pezzi e nascosto nell'edificio scolastico
5. Lo studente ucciso dalla bambina in rosso, il giorno dopo compare davanti a tutti e chiede di cercare il suo corpo
6. Non ci si può rifiutare di cercare il corpo
7. La bambina in rosso compare anche durante la ricerca
8. La ricerca non termina finché il corpo non viene trovato
9. Anche se durante la ricerca perdi la vita, non muori

In seguito il gruppo verrà a conoscenza di due ulteriori regole:
1. La bambina in rosso canta una canzone
2. Se la bambina in rosso ti raggiunge, si aggrappa alla tua schiena. Una volta terminata la sua canzone, ti uccide

Al sopraggiungere della mezzanotte, i sei ragazzi si ritrovano nell'edificio scolastico, scoprendo che è impossibile fuggire da esso durante la ricerca; ognuno di loro perde poco dopo la vita ucciso dalla bambina in rosso, una piccola ragazzina coperta di sangue sempre accompagnata da un peluche a forma di orsetto. I due giorni seguenti sia i ragazzi che le ragazze del gruppo tentano di uccidere Haruka, senza successo; quest'ultima porge infatti nuovamente la richiesta di "cercare il suo corpo".
I sei giovani iniziano così a cercare il corpo di Haruka e decidono di fare gioco di squadra: Shota Uranishi si caratterizza come il ragazzo più intelligente del gruppo; Rumiko Hiragi ha un carattere vivace, che si contrappone a quello più timido di Rie; Asuka Morisaki e Takahiro Ise iniziano a sentirsi attratti l'uno dall'altro; Kenji Sugimoto sembra invece avere un legame con il mistero della bambina in rosso, tanto da venire poi "posseduto" da uno spirito che intende uccidere gli altri suoi compagni. I sei riescono a conoscere i movimenti della bambina in rosso grazie agli annunci di un altoparlante; cercano inoltre di recarsi nella sala trasmissioni dell'istituto per capire chi dia loro dei suggerimenti, ma invano: il solo avvicinarsi alla porta dell'aula fa infatti giungere la bambina in rosso.
Con il passare dei giorni il gruppo riesce così a raccogliere i pezzi del corpo di Haruka, ponendoli tutti in una bara a forma di corpo situata nell'ufficio del preside; l'ultimo pezzo da raccogliere risulta essere la testa della ragazza, la quale si trovava all'interno dell'orsacchiotto della bambina in rosso. Nel frattempo i sei riescono a ottenere preziosi suggerimenti dal professor Yashiro, che da adolescente aveva a sua volta compiuto la ricerca del corpo e si era poi informato sulle cause di tale evento; Yashiro aveva tuttavia impiegato cinque anni per terminarla, poiché gli altri membri del suo gruppo avevano intenzione di ripetere sempre lo stesso giorno per vivere senza regole.
L'undicesimo e ultimo giorno di ricerca, dopo che la testa di Haruka viene posta nella bara, risultano morti tutti i ragazzi tranne Asuka e Takahiro, che – all'insaputa della ragazza – è in fin di vita. Avviene così una vera e propria "finalizzazione", in seguito alla quale appare la vera Haruka per "congratularsi" con Asuka: desiderosa di ritornare alla propria vita, getta inoltre la ragazza nella bara con l'inganno e fa iniziare nuovamente un'ulteriore ricerca del corpo. Il giorno seguente Asuka scopre di non potersi allontanare dall'edificio scolastico, e che tutti si sono dimenticati di lei; Takahiro, rimasto però vivo al momento della finalizzazione, le dichiara il suo amore e il fatto che sarebbe stato pronto a cercarla dovunque, nel caso fosse sparita. Asuka decide così di "giocare" con Miki, la misteriosa sorella maggiore della bambina in rosso, che si scopre chiamarsi Miko Onoyama.

### Seconda parte
Per la seconda ricerca del corpo, Asuka sceglie nuovamente Shota, Rumiko e Takahiro; evita invece di chiamare Haruka, temendo che avrebbe approfittato del tempo trascorso insieme per conquistare Takahiro. La giovane "obbliga" inoltre a partecipare tre ulteriori ragazzi: la timida e introversa Miyuki Aishima, della quale Shota si innamora; Takeshi Hakamada e Yuko Futami, l'uno fidanzato con l'altra, i quali non hanno tuttavia la benché minima intenzione di aiutare gli altri nella ricerca del corpo, provando anzi a ostacolarla;: il motivo di tale comportamento è che, con il procedere della ricerca, le condizioni di salute della sorella di Takeshi si aggravano, tanto da condurla alla morte.
Nel frattempo, il gruppo inizia a documentarsi sulla famiglia delle due bambine, Miki e Miko. Quando la madre di queste ultime annunciò loro di essere rimasta incinta di un terzo figlio, in Miko nacque un fortissimo desiderio di diventare una sorella maggiore; in seguito il bambino che la madre aveva in grembo morì, portando Miko a considerarsi sorella maggiore di un peluche e a provocare in Miki un grandissimo risentimento. Tempo dopo, Miko era stata uccisa dal nonno di Kenji – uomo violento e psicopatico – gettando la famiglia Onoyama nella disperazione; i sei ragazzi, recandosi nella villa della famiglia, hanno varie visioni di tali fatti. Dopo che il gruppo ha provato invano a gettare nella bara Miki con l'inganno, la ricerca del corpo viene comunque conclusa e senza alcun morto; tra tutti, Miyuki decide di sacrificarsi e di entrare all'interno della bara.

### Ultima parte
La richiesta per la terza ricerca del corpo non viene pronunciata da Miyuki, causando lo stupore di tutti, bensì da un'altra compagna di classe, Yuki Murata; quest'ultima aveva accumulato in segreto un grandissimo odio e risentimento, ed era desiderosa di "vendicarsi" mediante la ricerca del corpo. A essa partecipano nuovamente Asuka, Takeshi e Haruka; si aggiungono invece la timida Hinako Kayama, il goffo Takuya Ogawa e Yuto Nakajima. Quest'ultimo ha nella scuola una grande popolarità, derivata dall'essere studente modello e rappresentante di classe; in realtà presenta però un lato oscuro, che lo porta a essere un bullo per numerosi suoi compagni, tra cui Takuya. Inizialmente Takeshi non partecipa alla ricerca, poiché dopo la morte della sorella è caduto in uno stato di estrema depressione.
Nel corso delle "indagini", sempre aiutato dal professor Yashiro, il gruppo scopre che Miko è stata posseduta da una creatura nera e malvagia, in seguito a circostanze misteriose. Miki viene invece cacciata dalla "sala degli altoparlanti" da Yukie, desiderosa di proseguire la propria vendetta da sola, e mentre si nasconde ha modo di confidarsi con Asuka: le rivela infatti di aver creato la maledizione della ricerca del corpo per contenere quella ancora più grande della creatura che ha preso vita all'interno di Miko, e che se fosse rimasta libera avrebbe distrutto l'intero pianeta.
Una sera Hinako Kayama viene colpita da una figura incappucciata, che poco dopo entra nella casa di quest'ultima, uccidendole anche il fratello; si scopre che l'assassina era stata Haruka, ripetutamente violentata dal fratello di Hinako e dai suoi compagni durante la precedente ricerca del corpo (che poi, essendo morti, avevano perso i ricordi delle proprie azioni). Hinako era stata invece colpita poiché Haruka non desiderava che l'amica soffrisse a causa della sua vendetta; l'esperienza subita aveva inoltre portato Haruka a sviluppare una grande diffidenza nei confronti di tutte le persone con cui doveva relazionarsi.
Mediante uno stratagemma, Miyuki riesce a fare uccidere Miki da Miko, che tuttavia si ritrova "libera" di agire nel mondo reale. Il gruppo tuttavia scopre come porre fine alla maledizione, grazie a una visione che Rumiko e Takeshi avevano avuto durante un attimo di svenimento. Per porre fine all'intera vicenda ed evitare la distruzione del mondo, sarebbe stato necessario riportare il cuore di Miko – sepolto nel cortile della scuola – all'interno del corpo della ragazza, sepolta su una collina vicina. Fatto ciò, sarebbe stato necessario distruggere un'urna presente in una stanza segreta della villa Onoyama, con lo scopo di debellare definitivamente la creatura nera e malvagia.
Il gruppo si organizza e riesce nell'intento, ma nella realizzazione del piano tutti perdono la vita tranne Asuka e Takahiro; a partire dal giorno successivo solo loro due ricordano così l'accaduto, ma decidono di far rimanere l'intera vicenda un segreto. Le sorelle Onoyama trovano la pace, e ascendono in cielo tenendosi per mano; tutti i ragazzi interessati dalla ricerca rimangono invece amici, tanto che Asuka afferma «anche senza ricordi, siamo tutti più uniti di prima, e penso che sia questa la cosa più importante», definendo l'intera vicenda come «una storia di legami».

### Unravel

Copertina del quinto volume di Unravel, nel quale sono presenti Misa e Rumiko

Unravel è ambientato in una linea temporale differente, e ha luogo durante lo svenimento di Takeshi e Rumiko. I personaggi non ricordano affatto le loro precedenti esperienze di "ricerca del corpo", tuttavia – all'entrata da scuola – una misteriosa ragazza di nome Misa Onoyama avverte Rumiko e i suoi amici che la sera stessa moriranno, cosa che puntualmente avviene. Il giorno seguente, Misa si presenta nella classe dei protagonisti, di conseguenza le vengono poste numerose domande; la giovane risponde che lei – nella linea temporale alternativa – è la sorella maggiore di Miko Onoyama, e che il suo scopo è riportare il mondo distorto dalla maledizione della sorella alla normalità. Per farlo, Rumiko – insieme a Miyuki, Kenji, Ayumi Kamada (sorella di Takeshi, che nella realtà alternativa è ancora viva) e Ryuhei Ikezaki – dovranno però partecipare a un'ulteriore ricerca del corpo.
Ogni partecipante del gruppo ha sette giorni di tempo per trovare le proprie parti di corpo nascoste all'interno della scuola; la stessa Misa deve compiere la ricerca, e anch'ella può essere uccisa dalla bambina in rosso, che si aggira per l'edificio. Durante la ricerca Rumiko ha inoltre modo di passare molto tempo insieme a Ryuhei, ragazzo abbastanza donnaiolo che però si innamora sinceramente della giovane e che viene ricambiato. Il gruppo scopre le vere motivazioni riguardo alla nascita della maledizione: dopo la morte di Miko il padre della bambina, ossessionato dall'evento, decise di compiere un rituale di magia nera per riportarla in vita; spaventato dagli effetti lo lasciò tuttavia incompleto, portando alla venuta della creatura nera e malvagia, che aveva ucciso Miki e si era impossessata di Miko.
Nel corso dell'avventura, Rumiko stringe inoltre un forte legame di amicizia con Misa, la quale rivela tuttavia che, rompendo la maledizione e infrangendo la realtà alternativa, sia lei che Ryuhei sarebbero scomparsi (poiché non effettivamente mai esistiti nel mondo reale). Trovando rispettivamente rifugio nei corpi di Haruka e Takeshi, i due riescono infine a sopravvivere dopo aver debellato la maledizione: la prima come spirito all'interno di Haruka, il secondo come gemello di Takeshi. Pur non ricordando niente del giorno precedente, i sentimenti dei personaggi sono rimasti i medesimi: Ryuhei infatti si dichiara a Rumiko, mentre quest'ultima – dopo aver incontrato casualmente Haruka – esclama istintivamente «Misa!», mentre entrambe iniziano, pur senza sapere il motivo, a piangere.
Rumiko afferma così che «da quel 29 novembre sono successe molte cose: quasi tutti noi che non avevamo ricordi del 28 novembre sentivamo un forte legame che ci univa. […] Ovviamente era perché ci trovavamo bene insieme, ma qualche volta mi capitava di pensare all'improvviso che forse noi, non in questo mondo, ma in qualche luogo lontano, avessimo avuto un legame».

I protagonisti dinnanzi all'ingresso della scuola, in una scena dell'anime

## Media

### Manga
Re/member - Karada sagashi è stato disegnato da Katsutoshi Murase; quest'ultimo avrebbe inizialmente dovuto disegnare soltanto il primo capitolo dell'opera, tuttavia il grande successo del manga lo portarono ad illustrare il fumetto nella sua totalità, occupandosi anche dello spin-off / seguito Unravel. Murase affermò di aver accettato di partecipare al progetto poiché, da sempre amante del genere horror, desiderava molto poterne disegnare uno. I testi dell'opera furono a cura di Welzard, sulla base di un romanzo da lui precedentemente scritto, il quale aveva come tema la frase «esistono tanti mondi quanti ne pensano le persone».
Il romanzo originale ha un finale definito dall'autore «più triste: una piccola speranza nella disperazione, mentre la fine del manga spazza via tutta quella malinconia»; il motivo del cambiamento di temi e di finale avvenuto nella trasposizione è per Welzard da riscontrarsi  nell'avvicinare maggiormente l'opera al pubblico shōnen, tanto da avere «prestato più attenzione ai legami di amicizia, alla forza dei sentimenti, alla speranza per un futuro non ancora visibile». Welzard aggiunse inoltre che non avrebbe «potuto fare diversamente: io e il signor Murase apparteniamo a due mondi diversi, ed è proprio questo che ha dato forma alla nostra opera»; per l'autore, l'opera riflette inoltre «la ricerca del corpo simbolica di ciascuno di noi, diversa da persona a persona».

### Anime
Il 31 luglio 2017 sono stati pubblicati dieci episodi dalla durata di dieci minuti l'uno sulla piattaforma Tate Anime di Production I.G. Kana Asumi ha interpretato il ruolo di Asumi, mentre Takuya Eguchi quello di Takahiro.